# Dipturus acrobelus
Dipturus acrobelus és una espècie de peix de la família dels raids i de l'ordre dels raïformes.

## Morfologia
- Els mascles poden assolir 95 cm de longitud total i les femelles 137,1.[4]

## Hàbitat
És un peix marí, d'aigües profundes i demersal que viu entre 446-1.328 m de fondària.

## Distribució geogràfica
Es troba a Austràlia.

## Observacions
És inofensiu per als humans.